# تغذية الخيول
تغذية الخيول تشير إلى إعطاء الطعام للخيول والمهور والبغال والحمير والخيول الأخرى. إن التغذية الصحيحة والمتوازنة هي عنصر حاسم في الرعاية المناسبة للخيول.
الخيول هي حيوانات آكلة للنباتات غير مجترة من النوع المعروف باسم "المخمرة في الجزء الخلفي من الجهاز الهضمي". الخيول لديها معدة واحدة فقط، كما هو الحال مع البشر. ومع ذلك، على عكس البشر، يحتاجون أيضًا إلى هضم الألياف النباتية (معظمها السليلوز) التي تأتي من العشب أو القش. الحيوانات المجترة مثل الماشية هي مخمرات في الجزء الامامي من الجهاز الهضمي، وتهضم الألياف الموجودة في المواد النباتية باستخدام معدة متعددة الغرف، بينما تستخدم الخيول التخمر الميكروبي في جزء من الجهاز الهضمي المعروف باسم الأعور لتكسير السليلوز.

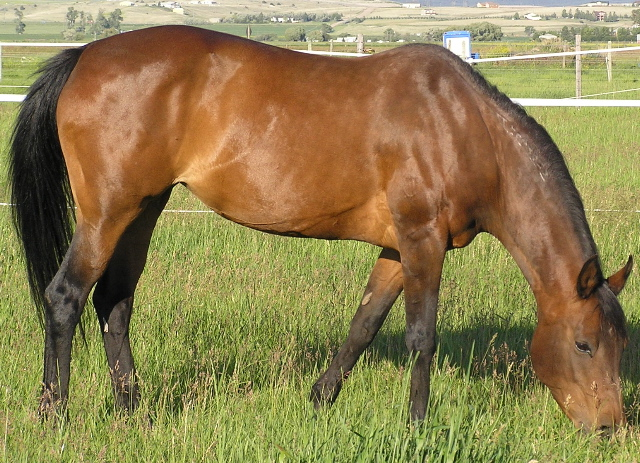
العشب هو مصدر طبيعي لتغذية الحصان.

ومن الناحية العملية، تفضل الخيول تناول كميات قليلة من الطعام بشكل ثابت طوال اليوم، كما تفعل في الطبيعة عند الرعي في أراضي المراعي. على الرغم من أن هذا ليس ممكنًا دائمًا مع ممارسات الإسطبلات الحديثة والجداول الزمنية البشرية التي تفضل إطعام الخيول مرتين يوميًا، فمن المهم أن نتذكر الأساسيات البيولوجية للحيوان عند تحديد ما يجب إطعامه وعدد المرات وبأي كميات.
الجهاز الهضمي للحصان يعتبر حساسًا إلى حد ما. لا تستطيع الخيول أن تتقيأ الطعام، إلا المأكولات في المريء. وبالتالي، إذا أفرطوا في تناول الطعام أو تناولوا شيئًا سامًا، فإن القيء ليس خيارًا. لديهم أيضًا أمعاء غليظة طويلة ومعقدة وتوازن من الميكروبات المفيدة في أعورهم والتي يمكن أن تزعجها التغيرات السريعة في العلف. وبسبب هذه العوامل، فإنهم معرضون بشدة للإصابة بالمغص، وهو السبب الرئيسي لوفاة الخيول. ولذلك، تحتاج الخيول إلى علف نظيف وعالي الجودة، يتم توفيره على فترات منتظمة، بالإضافة إلى الماء، وإلا فإنها قد تصاب بالمرض إذا تعرضت لتغييرات مفاجئة في نظامها الغذائي. الخيول أيضًا حساسة للعفن والسموم. ولهذا السبب يجب ألا يتم إطعامهم أبدًا بمواد ملوثة قابلة للتخمير مثل قصاصات العشب (نجيل الحديقة). يتم تغذية السيلاج المخمر أو "التبن" للخيول في بعض الأماكن. ومع ذلك، فإن التلوث أو فشل عملية التخمير الذي يسمح بأي عفن أو تلف قد يكون سامًا.

## جهاز هضمي
تتكيف الخيول والأعضاء الأخرى من جنس الحيوانات إيكوس عن طريق علم الأحياء التطوري لتناول كميات صغيرة من نفس النوع من الطعام طوال اليوم. في البرية، كانت الخيول تأكل أعشاب البراري في المناطق شبه القاحلة وتقطع مسافات طويلة كل يوم من أجل الحصول على التغذية الكافية. لذلك، تم تصميم جهازهم الهضمي ليعمل بشكل أفضل مع تدفق صغير ولكن ثابت من الطعام الذي لا يتغير كثيرًا من يوم لآخر.

### المضغ والبلع
يبدأ الهضم في الفم. في البداية يختار الحيوان قطعًا من العلف ويلتقط الأطعمة الدقيقة، مثل الحبوب باستخدام شفتيه الحساسة والمتقنة والقابلة للإمساك بالشىء. تقوم الأسنان الأمامية للحصان والتي تسمى القواطع بقطع العلف، ويطحن الطعام لابتلاعه بواسطة الضواحك والأضراس.
يحمل المريء الطعام إلى المعدة. يدخل المريء إلى المعدة بزاوية حادة، مكونًا صمامًا أحادي الاتجاه، مزودًا بآلية عضلية قوية في منطقة التقاء المريء بالمعدة، ولهذا السبب لا تستطيع الخيول التقيؤ. المريء هو أيضًا منطقة الجهاز الهضمي التي قد تعاني فيها الخيول من الاختناق.

### المعدة والأمعاء الدقيقة
تتمتع الخيول بمعدة صغيرة بالنسبة لحجمها الكبير، مما يحد من كمية الطعام التي يمكن تناولها في المرة الواحدة. تبلغ سعة معدة الحصان متوسط الحجم 4 غالون أمريكي (15 ل)، وتعمل بشكل أفضل عندما تحتوي على حوالي 2 غالون أمريكي (7.6 ل). أحد الأسباب التي تجعل التناول المستمر عن للطعام أو عدة وجبات صغيرة في اليوم أفضل من تناول وجبة أو وجبتين كبيرتين هو أن المعدة تبدأ بالتفريغ عندما تمتلئ ثلثيها، سواء تمت معالجة الطعام الموجود في المعدة أم لا.
يتراوح طول الأمعاء الدقيقة بين 50 إلى 70 قدم (15 إلى 21 م) وتستوعب من 10 غالون أمريكي (38 ل) إلى 12 غالون أمريكي (45 ل). هذا هو الجهاز الهضمي الرئيسي حيث يتم امتصاص 50 إلى 70 بالمائة من جميع العناصر الغذائية في مجرى الدم. تعمل الصفراء من الكبد هنا، جنبًا إلى جنب مع إنزيمات البنكرياس والأمعاء الدقيقة نفسها. الحيوانات من جنس الخيول لا تمتلك مرارة؛ لذلك تتدفق الصفراء باستمرار، تكيفًا مع إمداد بطيء ولكن ثابت من الطعام، وهو سبب آخر لتوفير العلف للخيول في عدة وجبات صغيرة.

### الأعور والأمعاء الغليظة
الأعور هو القسم الأول من الأمعاء الغليظة. تُعرف أيضًا باسم "الأمعاء المائية" أو "الأمعاء الخلفية". وهو عبارة عن كيس مغلق الأطراف، يبلغ طوله حوالي 4 قدم (1.2 م)، ويحمل من 7 غالون أمريكي (26 ل) إلى 8 غالون أمريكي (30 ل). تنفتح الأمعاء الدقيقة في الأعور، ويتم تخمير ألياف نبات السليلوز الموجودة في الطعام بواسطة الميكروبات لمدة سبع ساعات تقريبًا. تخرج المادة المتخمرة من الأعور من خلال فتحة أخرى وتمر إلى القولون الكبير. تنتج الميكروبات الموجودة في الأعور فيتامين ك وفيتامين ب المركب والبروتينات والأحماض الدهنية. السبب وراء ضرورة تغيير نظامهم الغذائي للخيول ببطء هو أن الميكروبات الموجودة في الأعور قادرة على التعديل والتكيف مع التركيب الكيميائي المختلف للمواد الغذائية الجديدة. التغيير المفاجئ في النظام الغذائي يمكن أن يسبب المغص؛ لأن المواد الجديدة لا يتم هضمها بشكل صحيح.ويشكل القولون الكبير والقولون الصغير والمستقيم ما تبقى من الأمعاء الغليظة. يبلغ حجم القولون الكبير من 10 إلى 12 قدم (3.0 إلى 3.7 م)، ويحمل ما يصل إلى 20 غالون أمريكي (76 ل) مادة شبه سائلة. والغرض الرئيسي منه هو امتصاص الكربوهيدرات التي تم تحللها من السليلوز في الأعور. نظرًا لتعرجاته العديدة، فهو يعتبر مكان شائع لنوع من مغص الخيول يسمى "الانحشار". ويبلغ طول القولون الصغير أيضًا بين 10 إلى 12 قدم (3.0 إلى 3.7 م)، ويحمل حوالي 5 غالون أمريكي (19 ل)، وهي المنطقة التي يتم فيها امتصاص معظم الماء، وتتكون فيها كرات البراز. يبلغ طول المستقيم حوالي قدم واحدة، ويعمل كغرفة احتجاز للفضلات، التي يتم طردها بعد ذلك من الجسم عبر فتحة الشرج.

## عناصر غذائية
مثل جميع الحيوانات، تحتاج الخيول إلى خمس فئات رئيسية من العناصر الغذائية للبقاء على قيد الحياة: كالماء، والطاقة (في المقام الأول على شكل دهون وكربوهيدرات)، والبروتينات، والفيتامينات، والمعادن.

### ماء

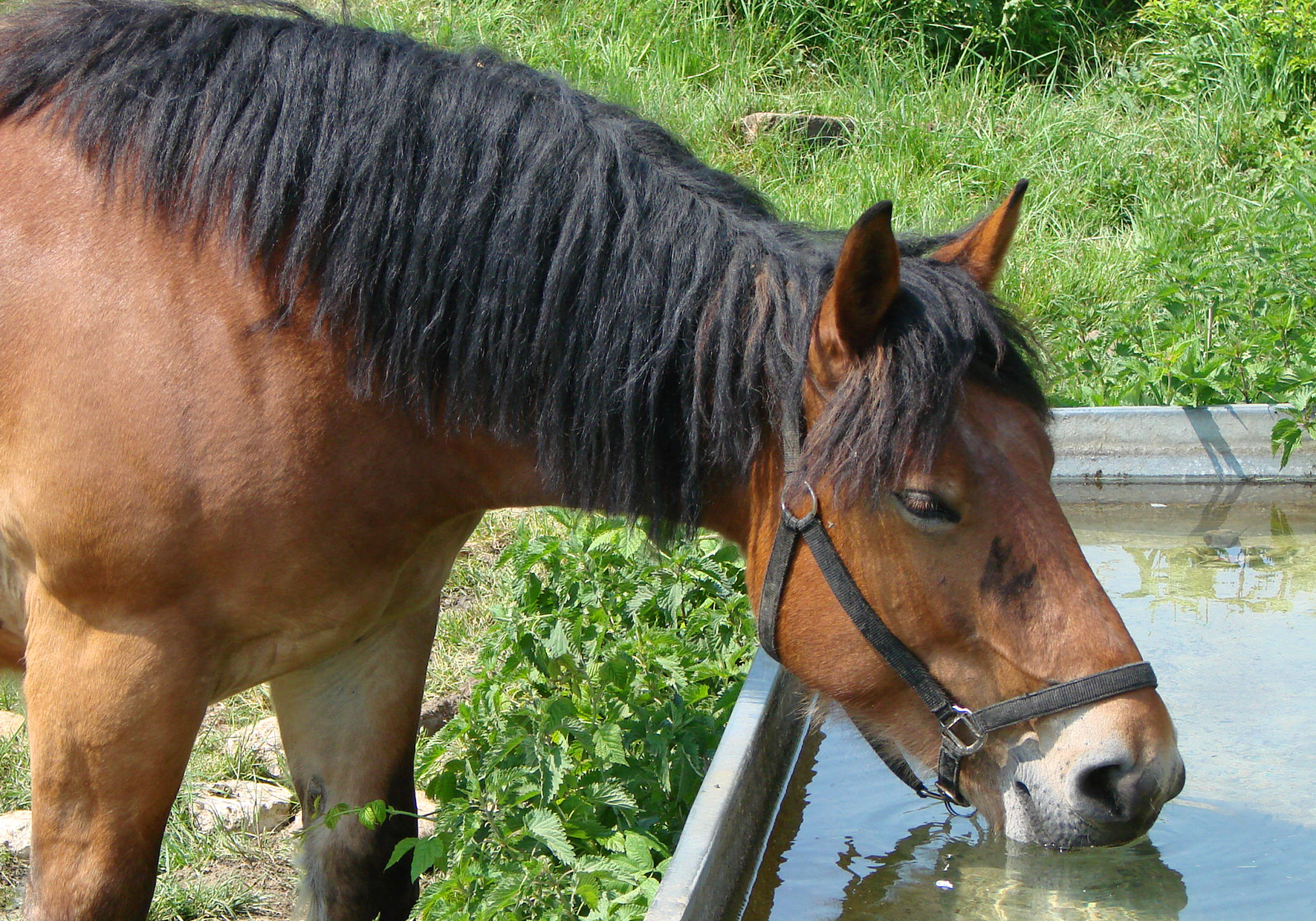
تتطلب الخيول كميات كبيرة من المياه النظيفة كل يوم.

يشكل الماء ما بين 62-68% من وزن جسم الحصان وهو ضروري للحياة. يمكن للخيول أن تعيش بضعة أيام فقط بدون ماء، وتصاب بالجفاف بشكل خطير إذا فقدت 8-10% من مياه جسمها الطبيعية. لذلك من المهم للغاية أن تحصل الخيول على إمدادات مياه عذبة ونظيفة وكافية.
الخيل الذي يزن 1,000-رطل (450 كـغ) في المتوسط يشرب من 10–12 غالون أمريكي (38–45 ل) من الماء يوميًا، وقد يكون أكثر في الطقس الحار، وعند تناول الأعلاف الجافة مثل القش، أو عند تناول مستويات عالية من الملح والبوتاسيوم والمغنيسيوم. تشرب الخيول كميات أقل من الماء في الطقس البارد أو عندما تكون في المراعي الخضراء التي تحتوي على نسبة عالية من الماء. عندما تكون الخيول تحت ضغط العمل الشاق، أو إذا كانت الفرس مرضعة ، قد تكون متطلبات المياه أكبر بأربع مرات من المعتاد. في فصل الشتاء، لا يعتبر الثلج مصدرًا كافيًا للمياه بالنسبة للخيول. على الرغم من أنها تحتاج إلى قدر كبير من الماء؛ إلا أن الخيول تقضي وقتًا قليلًا جدًا في الشرب؛ عادة من 1 إلى 8 دقائق يوميًا، مقسمة بين 2 إلى 8 مرات.
يلعب الماء دورًا مهمًا في عملية الهضم. يتم خلط الأعلاف والحبوب التي تتناولها الخيول مع اللعاب في الفم لتكوين بلعة رطبة يمكن ابتلاعها بسهولة. لذلك تنتج الخيول ما يصل إلى 10 غالون أمريكي (38 ل) أو 85 رطلًا من اللعاب يوميًا.

### مغذيات الطاقة والبروتين
المصادر الغذائية للطاقة هي الدهون والكربوهيدرات. البروتين هو كتلة بناء حيوية للعضلات والأنسجة الأخرى. تحتاج الخيول التي تمارس التمارين الرياضية بشكل كبير أو التي تنمو أو الحامل أو المرضعة إلى زيادة الطاقة والبروتين في نظامها الغذائي. ومع ذلك، إذا كان لدى الحصان الكثير من الطاقة في نظامه الغذائي ولم يمارس الرياضة بشكل كافٍ، فقد يصبح ذا روح مرتفعة جدًا ويصعب التعامل معه.
توجد الدهون بمستويات منخفضة في النباتات ويمكن إضافتها لزيادة كثافة الطاقة في النظام الغذائي. تحتوي الدهون على 9 ميجا سعرة (38 مججول) لكل كيلوغرام من الطاقة، وهو ما يعادل 2.25 مرة من أي مصدر كربوهيدراتي. نظرًا لعدم وجود مرارة لدى الخيول لتخزين كميات كبيرة من الصفراء، والتي تتدفق بشكل مستمر من الكبد مباشرة إلى الأمعاء الدقيقة، فإن الدهون على الرغم من أنها عنصر غذائي ضروري يصعب عليها هضمها واستخدامها بكميات كبيرة. ومع ذلك، فهم قادرون على هضم كمية أكبر من الدهون مقارنة بالماشية. تستفيد الخيول من ما يصل إلى 8% من الدهون في نظامها الغذائي، ولكن زيادة الدهون لا توفر دائمًا فائدة واضحة. يمكن أن تحتوي الخيول على 15-20% فقط من الدهون في نظامها الغذائي دون التعرض لخطر الإصابة بالإسهال.
الكربوهيدرات هي مصدر الطاقة الرئيسي في معظم حصص الإعاشة، عادة ما يتم تغذيتها على شكل تبن، عشب، وحبوب. يتم تكسير الكربوهيدرات القابلة للذوبان مثل النشويات والسكريات بسهولة إلى الجلوكوز في الأمعاء الدقيقة ويتم امتصاصها. أما الكربوهيدرات غير القابلة للذوبان، مثل الألياف (السليلوز)، لا يتم هضمها بواسطة إنزيمات الحصان الخاصة، ولكن تتخمر بواسطة الميكروبات الموجودة في الأعور والقولون الكبير لتفكيكها وإطلاق مصادرها الطاقية، والأحماض الدهنية المتطايرة.
توجد الكربوهيدرات القابلة للذوبان في كل مصدر علف تقريبًا؛ الذرة تحتوي على أكبر كمية ثم الشعير والشوفان. تحتوي الأعلاف عادة على 6-8% فقط من الكربوهيدرات القابلة للذوبان، ولكن في ظل ظروف معينة يمكن أن تحتوي على ما يصل إلى 30%. إن التناول المفاجئ لكميات كبيرة من النشويات أو الأطعمة التي تحتوي على نسبة عالية من السكر يمكن أن يسبب على الأقل مغص عسر الهضم، وفي أسوأ الأحوال قد يؤدي إلى التهاب القولون أو التهاب الصفيحة الذي قد يكون قاتلًا.
يستخدم البروتين في جميع أجزاء الجسم، وخاصة العضلات، والدم، والهرمونات، والحوافر، وخلايا الشعر. اللبنات الأساسية للبروتين هي الأحماض الأمينية. ويعد البرسيم والبقوليات الأخرى الموجودة في القش مصادر جيدة للبروتين والتي يمكن إضافتها بسهولة إلى النظام الغذائي. تتطلب معظم الخيول البالغة 8-10% فقط من البروتين في نظامها الغذائي. ومع ذلك، فإن البروتين العالي مهم للأفراس المرضعة والمهر الصغير.

### الفيتامينات و المعادن

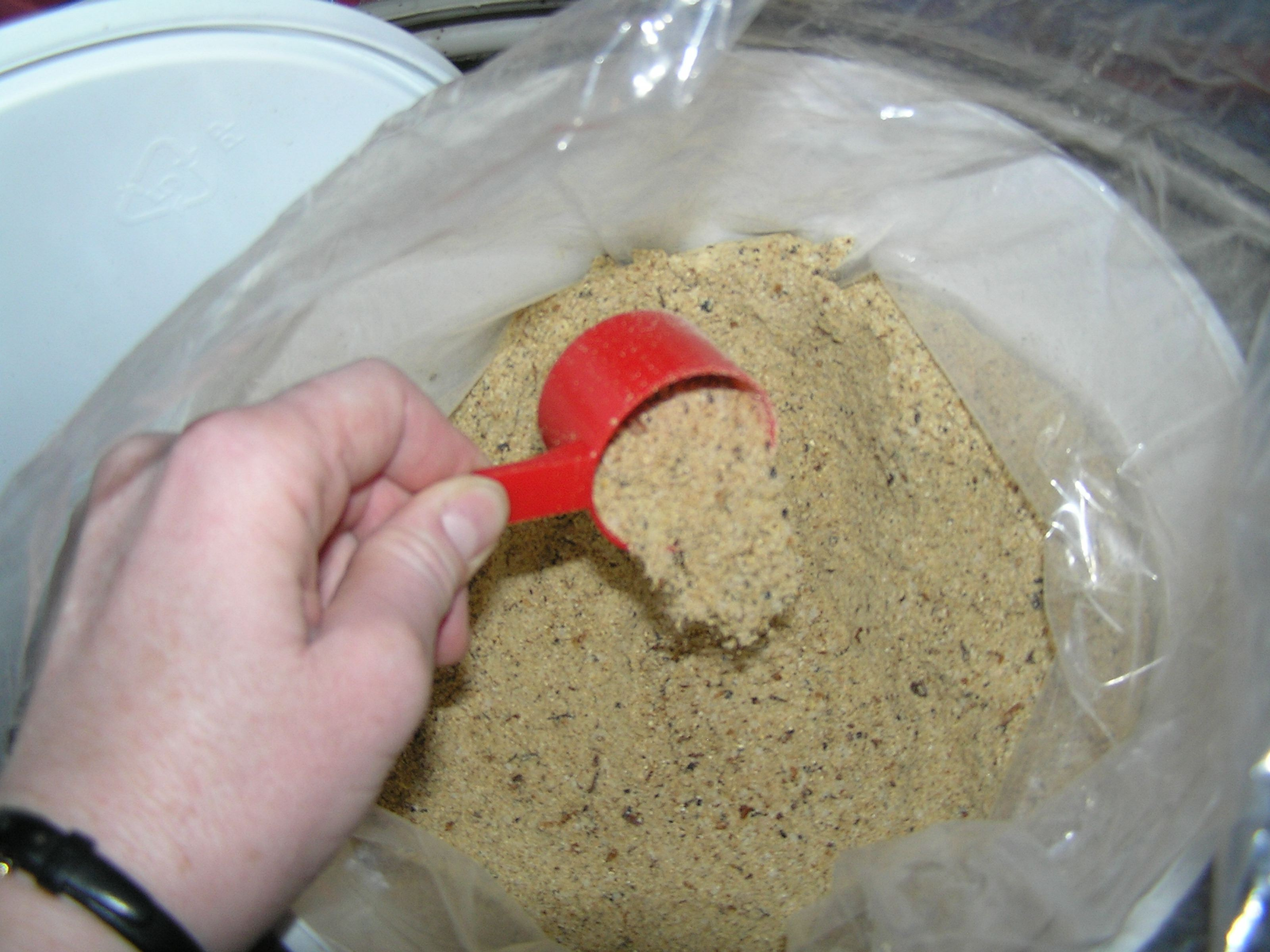
تتوفر العديد من مكملات الفيتامينات والمعادن المعدة تجاريًا للخيول.

المعادن ضرورية لصيانة ووظيفة الهيكل العظمي والأعصاب والعضلات. وتشمل هذه العناصر: الكالسيوم والفوسفور والصوديوم والبوتاسيوم والكلور، وتوجد عادة في معظم الأعلاف ذات الجودة العالية. تحتاج الخيول أيضًا إلى معادن نادرة مثل المغنيسيوم والسيلينيوم والنحاس والزنك واليود. عادًة إذا كانت الحيوانات البالغة تستهلك التبن الطازج أو تتواجد في المراعي بمستويات الصيانة، فإنها ستحصل على كميات كافية من المعادن في نظامها الغذائي، باستثناء كلوريد الصوديوم (الملح)، الذي يجب توفيره، ويفضل بكميات حسب الاختيار. تعاني بعض المراعي من نقص بعض المعادن الندرة، بما في ذلك السيلينيوم والزنك والنحاس، وفي مثل هذه الحالات، قد تحدث مشاكل صحية، بما في ذلك أمراض النقص (سوء التغذية)، إذا لم يتم تكملة تناول الخيول من المعادن الندرة بشكل صحيح.
هناك حاجة إلى الكالسيوم والفوسفور بنسبة محددة تتراوح بين 1:1 و2:1. يمكن للخيول البالغة أن تتحمل ما يصل إلى نسبة 5:1، والمهر بنسبة لا تزيد عن 3:1. ويجب تجنب الحصة الإجمالية التي تحتوي على نسبة أعلى من الفوسفور مقارنة بالكالسيوم. مع مرور الوقت سيؤدي عدم التوازن في النهاية إلى عدد من المشاكل المحتملة المتعلقة بالعظام مثل هشاشة العظام.
تتمتع المهرات والخيول الصغيرة خلال السنوات الثلاث إلى الأربع الأولى من عمرها باحتياجات غذائية خاصة وتتطلب أعلافًا متوازنة مع نسبة مناسبة من الكالسيوم:الفوسفور والمعادن الندرة الأخرى. قد يحدث عدد من مشاكل الهيكل العظمي في الحيوانات الصغيرة التي تعاني من نظام غذائي غير متوازن. العمل الشاق يزيد الحاجة للمعادن، و التعرق يستنزف الصوديوم والبوتاسيوم والكلور من نظام الحصان. لذلك قد تكون هناك حاجة إلى مكملات الكهارلات الكهربائية للخيول في التدريب المكثف، خاصة في الطقس الحار.

## أنواع الأغذية

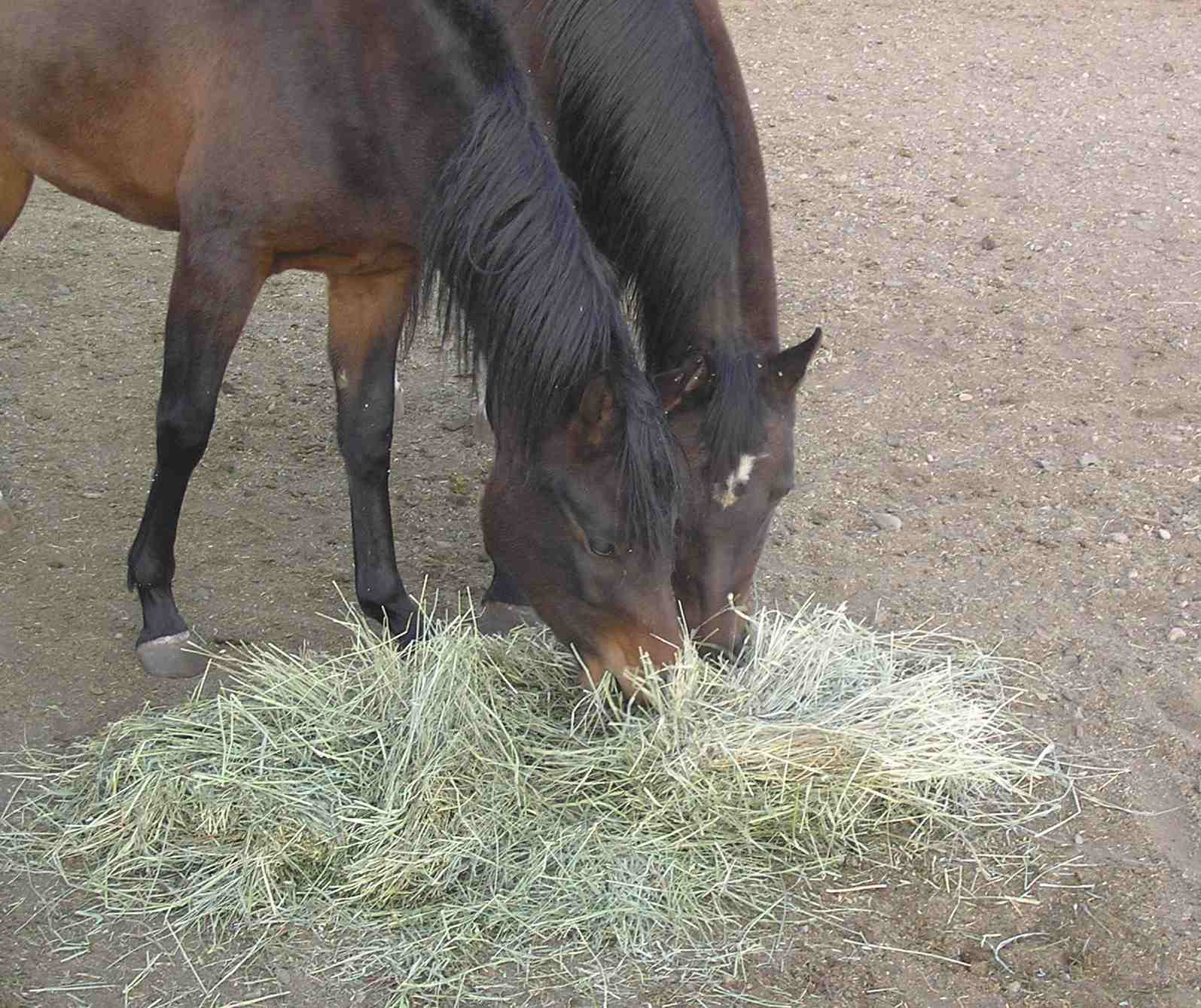
تشكل الأعلاف، مثل القش الجزء الأكبر من النظام الغذائي للخيول من حيث الوزن.

يمكن أن تستهلك الخيول ما يقرب من 2-2.5٪ من وزن جسمها في العلف الجاف كل يوم. وبالتالي يمكن لحصان بالغ يزن 1,000 رطل (450 كـغ) أن يأكل ما يصل إلى 25 رطل (11 كـغ) من الطعام يوميًا. وتأكل الأمهار التي يقل عمرها عن ستة أشهر 2-4% من وزنها يوميًا.
يتم تصنيف الأعلاف الصلبة إلى ثلاث فئات: الأعلاف (مثل القش والعشب)، والمركزات (بما في ذلك الحبوب أو العلف المحبب)، والمكملات الغذائية (مثل الفيتامينات أو الكريات المعدنية المحضرة). يوصي خبراء تغذية الخيول بأن يكون 50% أو أكثر من وزن غذاء الحيوان من العلف. إذا كان الحصان يعمل بجد ويحتاج إلى المزيد من الطاقة، يتم زيادة استخدام الحبوب وتقليل نسبة العلف بحيث يحصل الحصان على محتوى الطاقة الذي يحتاجه للعمل الذي يؤديه. ومع ذلك، يجب ألا تقل كمية العلف عن 1% من وزن جسم الحصان يوميًا.

### الأعلاف

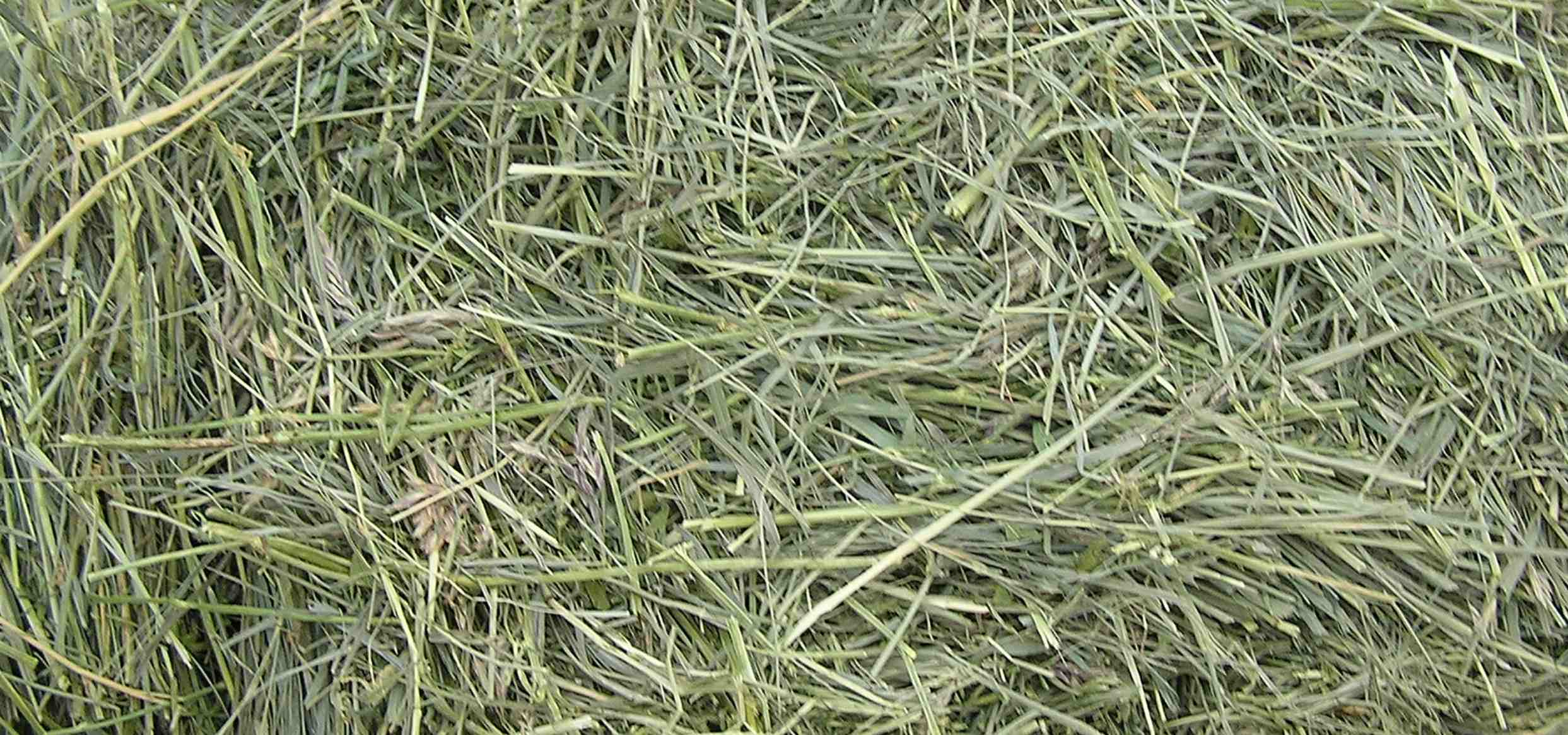
قش العشب عالي الجودة أخضر اللون وله أوراق مرئية ورؤوس بذور صغيرة.

الأعلاف، والمعروفة أيضًا باسم "الخشنة"، هي مواد نباتية مصنفة على أنها بقوليات أو أعشاب، وتوجد في المراعي أو في القش. في كثير من الأحيان، تحتوي المراعي وحقول القش على مزيج من الأعشاب والبقوليات. تختلف العناصر الغذائية المتوفرة في العلف بشكل كبير مع نضج الأعشاب والتسميد والإدارة والظروف البيئية. تتحمل الأعشاب مجموعة واسعة من الظروف وتحتوي على معظم العناصر الغذائية الضرورية. بعض الأعشاب شائعة الاستخدام تشمل عصوية المروج، شويعرة، فستوكة، برمودا الساحلية، عشب البستان، وقبأ المروج. نوع آخر من العلف الذي يتم تقديمه أحيانًا للخيول هو لب البنجر، وهو منتج ثانوي متبقي من معالجة بنجر السكر، وهو غني بالطاقة وكذلك الألياف.
البقوليات مثل النفل أو البرسيم عادة ما تحتوي على نسبة أعلى من البروتين والكالسيوم والطاقة من العشب. ومع ذلك، فهي تتطلب طقسًا دافئًا وتربة جيدة لإنتاج أفضل العناصر الغذائية. تحتوي أعلاف البقوليات بشكل عام على نسبة أعلى من البروتين من أعلاف العشب. كما أنها تحتوي على نسبة أعلى من المعادن، وخاصة الكالسيوم، ولكنها تحتوي على نسبة غير صحيحة من الكالسيوم إلى الفوسفور. نظرًا لاحتوائها على نسبة عالية من البروتين، فهي مرغوبة جدًا للخيول النامية أو تلك التي تخضع لعمل شاق للغاية، ولكن يجب موازنة نسبة الكالسيوم إلى الفوسفور بالأعلاف الأخرى لمنع تشوهات العظام.
التبن هو خليط مجفف من الأعشاب والبقوليات. يتم تقطيعه في الحقل ثم تجفيفه وتجميعه للتخزين. يكون التبن أكثر تغذية عندما يتم قطعه مبكرًا، قبل أن تنضج رؤوس البذور تمامًا وقبل أن تصبح سيقان النباتات قاسية وسميكة. يكون التبن شديد الخضرة مؤشرًا جيدًا على كمية العناصر الغذائية الموجودة في التبن. ومع ذلك، فإن اللون ليس المؤشر الوحيد للجودة — فالرائحة والملمس مهمان أيضًا. يمكن تحليل التبن في العديد من المختبرات، وهذه هي الطريقة الأكثر موثوقية لمعرفة القيم الغذائية التي يحتوي عليها.
في بعض الأحيان يتم ضغط التبن، وخاصة البرسيم الحجازي، إلى كريات أو مكعبات. يمكن أن يكون التبن المعالج ذو جودة أكثر اتساقًا وأكثر ملاءمة للشحن والتخزين. كما يمكن الحصول عليه بسهولة في المناطق التي قد تعاني من نقص محلي في التبن. ومع ذلك، يمكن أن يؤدي الإفراط في إطعام هذه الأشكال المركَزة إلى الإفراط في التغذية وتكون الخيول أكثر عرضة للاختناق عند تناولها. من ناحية أخرى يمكن نقع كريات ومكعبات القش حتى تتفتت إلى عجينة أو مستحلب سميك، وفي هذه الحالة تعتبر مصدر غذاء مفيد جداً للخيول التي تعاني من مشاكل الأسنان مثل أمراض الأسنان، أو فقدان الأسنان بسبب التقدم في السن، أو التشوهات الهيكلية.
الهيليدج، المعروفة أيضًا باسم حشوة الكتلة المستديرة، هو مصطلح يشير إلى العشب المختوم في أكياس بلاستيكية محكمة الإغلاق، وهو شكل من أشكال العلف الذي يتم تغذيته بشكل متكرر في المملكة المتحدة وأوروبا القارية، ولكن لا يتم رؤيته كثيرًا في الولايات المتحدة. لأن التبن هو نوع من السيلاج، يجب أن يظل التبن المخزن بهذه الطريقة مغلقًا تمامًا بالبلاستيك، حيث يمكن لأي ثقوب أو تمزقات أن توقف خصائص الحفظ للتخمر وتؤدي إلى العفن أو التلف. يمكن للقوارض التي تمضغ البلاستيك أيضًا أن تفسد التبن مما يؤدي إلى تلوث الحزمة. وإذا مات أحد القوارض داخل البلاستيك، فإن سموم التسمم الغذائي التي يتم إطلاقها يمكن أن تلوث الحزمة بأكملها.
في بعض الأحيان، يتم تغذية القش أو القشر (النخالة) للحيوانات. ومع ذلك، فهي نخالة ذات قيمة غذائية قليلة بخلاف توفير الألياف. يتم استخدامه أحيانًا كحشو؛ حيث يمكن أن يبطئ الخيول التي تأكل حبوبها بسرعة كبيرة، أو يمكنه توفير ألياف إضافية عندما يتعين على الحصان تلبية معظم احتياجاته الغذائية من خلال الأعلاف المركزة. ويستخدم القش كفراش في الأكشاك لامتصاص النفايات.

### المركزات

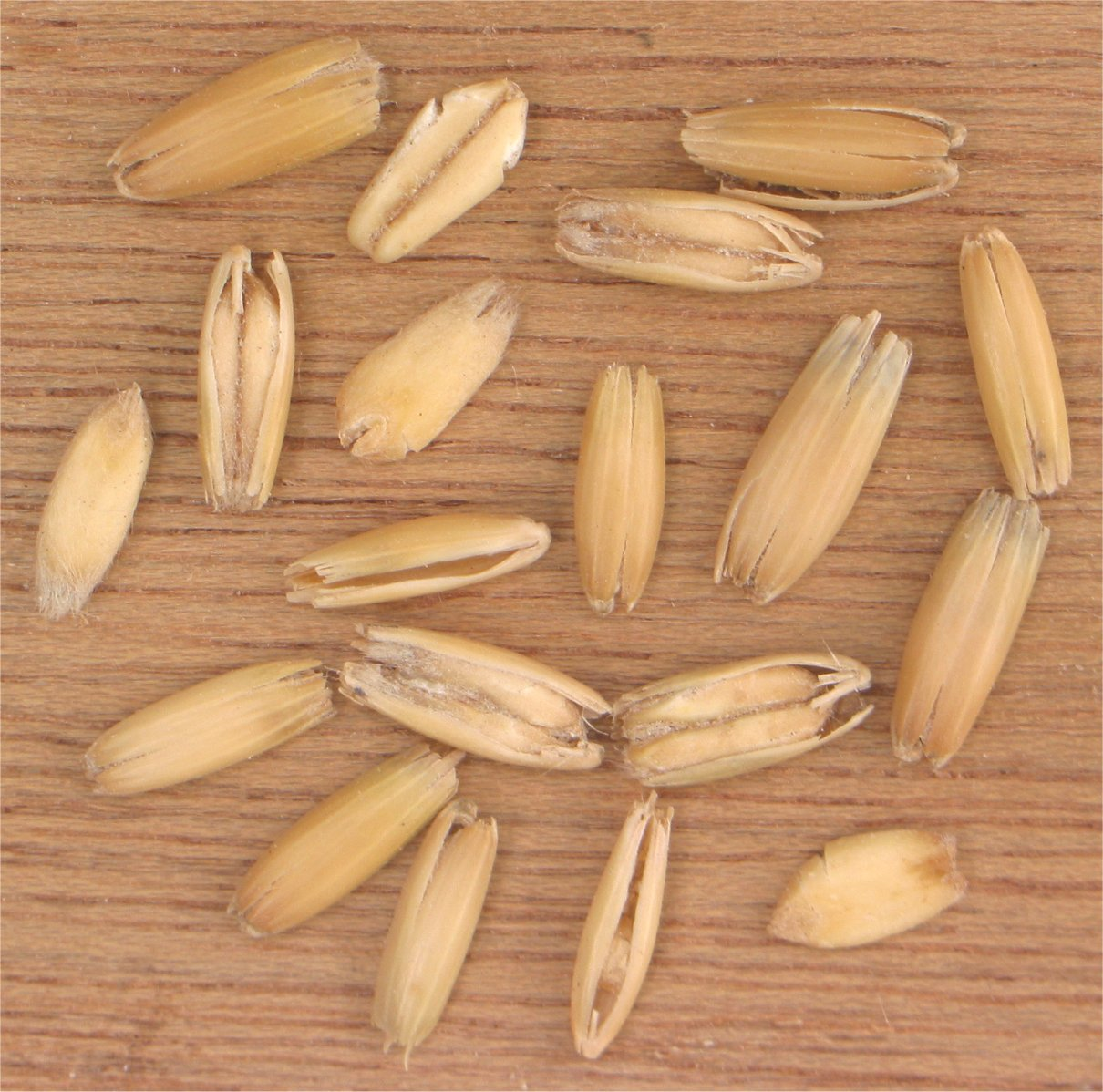
الشوفان.

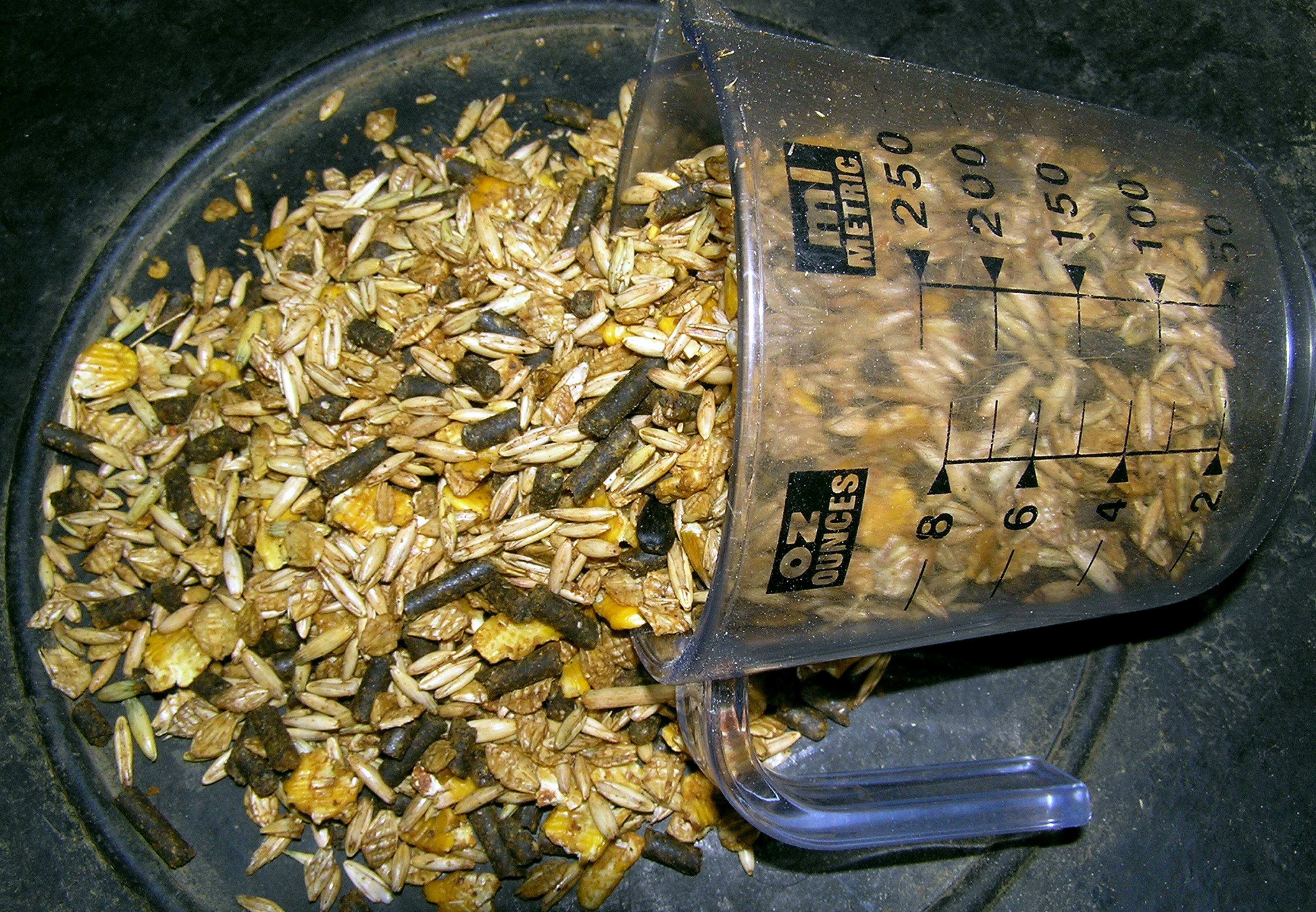
حصة مختلطة مجهزة مسبقًا من الذرة والشوفان والشعير والمكملات الغذائية.

#### بقوليات
الحبوب الكاملة أو المطحونة هي الشكل الأكثر شيوعًا للأعلاف المركزة، ويشار إليها أحيانًا بشكل عام باسم "الشوفان" أو "الذرة" حتى لو لم تكن تلك الحبوب موجودة بالفعل. وتسمى أحيانًا الحبوب المستقيمة في المملكة المتحدة.
الشوفان هو الحبوب الأكثر شعبية للخيول. يتمتع الشوفان بقيمة طاقة أقل قابلة للهضم ومحتوى ألياف أعلى من معظم الحبوب الأخرى. يشكل الشوفان كتلة فضفاضة في المعدة مناسبة تمامًا للجهاز الهضمي للخيول. كما أنها أكثر قبولا وسهولة للهضم من الحبوب الأخرى.
الذرة هي ثاني أكثر الحبوب قبولا. فهي توفر ضعف الطاقة القابلة للهضم مقارنة بحجم مساوٍ من الشوفان، كما أنها تحتوي على كمية منخفضة من الألياف. بسبب هذه الخصائص، يمكن زيادة إعطاءها بسهولة، مما يسبب السمنة؛ لذلك نادرًا ما تتغذى الخيول على الذرة بمفردها. ويحذر خبراء التغذية من أن الذرة المتعفنة تكون سامة إذا تم إطعامها للخيول.
يتم أيضًا تغذية الشعير للخيول، ولكن يجب معالجته لتكسير قشرة البذور وتسهيل الهضم. ويتم إعطاؤه بشكل متكرر مع الشوفان والذرة، وهو مزيج يشار إليه بشكل غير رسمي بالاختصار "COB" (للذرة والشوفان والشعير).
عموما لا يستخدم القمح كمركز لتغذية الخيل. ومع ذلك، يتم أحيانًا إضافة نخالة القمح إلى النظام الغذائي للحصان للحصول على تغذية تكميلية، وعادةً ما تكون مبللة وعلى شكل مزيج من النخالة. نخالة القمح تحتوي على نسبة عالية من الفوسفور، لذلك يجب تغذيتها بعناية حتى لا تسبب خللاً في نسبة الكالسيوم إلى الفسفور في الحصة. كان هذا الاستخدام للنخالة يُوصف سابقًا بأنه ذو تأثير ملين، ويعتبر الآن غير ضروري، حيث أن الخيول على عكس البشر تحصل على ما يكفي من الألياف في نظامها الغذائي من مصادر أخرى.

#### الخلطات والكريات
يقوم العديد من مصنعي الأعلاف بدمج الحبوب المختلفة وإضافة مكملات فيتامينية ومعدنية إضافية لإنشاء علف كامل مخلوط مسبقًا يسهل على المالكين إطعامه ويتميز بجودة غذائية يمكن التنبؤ بها. تصنع بعض هذه الأعلاف المحضرة على شكل حبيبات، والبعض الآخر تحتفظ بالحبوب في شكلها الأصلي. في كثير من الحالات يتم استخدام دبس السكر كمواد رابطة لمنع الغبار وزيادة الاستساغة. عادةً ما يُطلق على خليط الحبوب المضاف إليه دبس السكر اسم "العلف الحلو" في الولايات المتحدة و"المزيج الخشن" في المملكة المتحدة. قد تكون الأعلاف المحببة أو المطحونة (التي يشار إليها أحيانًا باسم "المكسرات" في المملكة المتحدة) أسهل في المضغ وتؤدي إلى تقليل إهدار العلف. تأكل الخيول عمومًا الكريات بسهولة مثل الحبوب. ومع ذلك، فإن الكريات أيضًا أكثر تكلفة، وحتى الحصص "الكاملة" لا تلغي الحاجة إلى العلف.

#### المكملات
عادة لا يحتاج الحصان الحديث العادي الذي يعتمد على القش أو المرعى الجيد مع العمل الخفيف إلى المكملات الغذائية؛ ومع ذلك، فإن الخيول التي تتعرض للإجهاد بسبب العمر أو العمل الرياضي المكثف أو التكاثر قد تحتاج إلى تغذية إضافية. تتم أحيانًا إضافة الدهون والبروتينات الزائدة إلى النظام الغذائي للحصان، إلى جانب مكملات الفيتامينات والمعادن. هناك المئات إن لم يكن الآلاف من مكملات الفيتامينات والمعادن المعدَة تجاريًا في السوق، والعديد منها مصمم خصيصًا للخيول ذات الاحتياجات المتخصصة.
دبس الصويا هو مكمل غذائي بروتيني شائع، وفيه حوالي 44٪ من البروتين الخام. يعتبر البروتين في دبس الصويا عالي الجودة، مع وجود نسبة مناسبة من الأحماض الأمينية الأساسية الضرورية للخيول. يتم أيضًا استخدام دبس بذور القطن ودبس بذور الكتان ودبس الفول السوداني، ولكنها ليست شائعة بنفس الدرجة.

## ممارسات التغذية

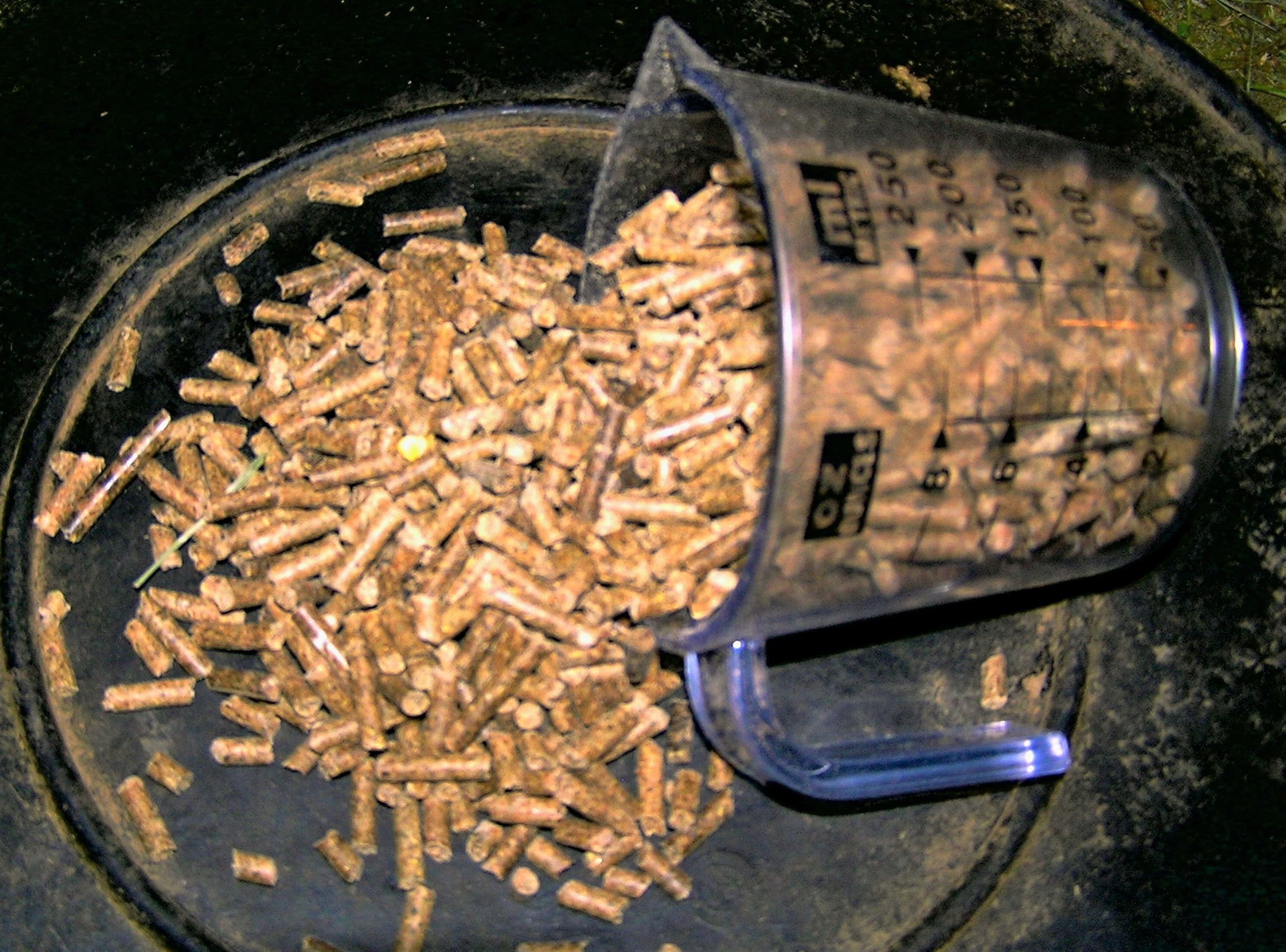
تحتوي حصة الحصان المعبأة أو المبثوقة على الحبوب والمنتجات النباتية الأخرى، بالإضافة إلى مكملات الفيتامينات والمعادن.

تحتاج معظم الخيول فقط إلى علف عالي الجودة وماء وكتلة معدنية أو ملح. غالبًا ما لا تكون الحبوب أو المركزات الأخرى ضرورية. ولكن عندما يتم تقديم الحبوب أو غيرها من المركزات، يجب مراقبة الكميات بعناية. وللقيام بذلك يتم قياس علف الحصان بالوزن، وليس بالحجم. على سبيل المثال، 1 رطل (0.45 كـغ) من الشوفان له حجم مختلف عن 1 رطل (0.45 كـغ) من الذرة. عندما لا يكون الوصول المستمر إلى العلف ممكنًا، فمن الأكثر اتساقًا مع سلوك التغذية الطبيعي تقديم ثلاث وجبات صغيرة يوميًا بدلاً من واحدة أو اثنتين كبيرتين. ومع ذلك، حتى وجبتين يوميًا أفضل من واحدة فقط. لقياس الكمية المراد إطعامها يمكن استخدام شريط الوزن لتوفير تقدير دقيق بشكل معقول لوزن الحصان. يقيس الشريط محيط برميل الحصان ، خلف الكاهل والمرفقين مباشرة، ويتم معايرة الشريط لتحويل المحيط إلى وزن تقريبي.
تختلف الكميات الفعلية التي يتم إعطاؤها حسب حجم الخيل وعمره والمناخ والعمل الذي يُكلف به الحيوان. بالإضافة إلى ذلك، تلعب العوامل الوراثية دورًا. بعض الحيوانات هي حيوانات سهلة في الاستبقاء بطبيعتها، مما يعني أنها يمكن أن تتغذى على كميات صغيرة من الطعام، وتكون عرضة للسمنة ومشاكل صحية أخرى إذا تم إطعامها بشكل زائد. والبعض الآخر صعبة الاستبقاء، مما يعني أنهم عرضة للنحافة ويحتاجون إلى المزيد من الطعام للحفاظ على وزن صحي.
عادة ما يكون الأطباء البيطريون مصدرًا جيدًا للتوصيات بشأن أنواع وكميات العلف المناسبة لحصان معين. ويتم أيضًا تدريب خبراء تغذية الحيوانات على كيفية تطوير حصص الخيول وتقديم التوصيات. هناك أيضًا العديد من الكتب المكتوبة حول هذا الموضوع. عادةً ما يقدم مصنعو الأعلاف إرشادات محددة للغاية حول كيفية اختيار المنتجات من شركاتهم وتغذيتها بشكل صحيح، وفي الولايات المتحدة ، يمكن للمكتب المحلي لخدمة الإرشاد التعاوني توفير المواد التعليمية وتوصيات خبيرة.

### تغذية الأعلاف
الخيول والحمير وغيرها من الحيوانات التي تنتمي إلى جنس الحصان دائمًا في حاجة إلى الأعلاف. يوصي خبراء التغذية بأن يكون العلف متاحا في جميع الأوقات، على الأقل عندما لا يؤدي ذلك إلى الإفراط في إطعام الحيوان ويسبب السمنة. يعتبر تقديم نظام غذائي يتألف 100% من الأعلاف (مع الماء والملح الإضافي) أمرًا آمنًا، وأي حصة علفية يجب أن تحتوي على 50% من العلف على الأقل. يحتوي التبن مع البرسيم أو البقوليات الأخرى على تغذية أكثر تركيزًا وبالتالي يتم تغذيته بكميات أقل من تبن العشب، على الرغم من أن العديد من التبن يحتوي على خليط من كلا النوعين من النباتات.
عندما يتم تقديم باقية السكر وهي حصة تتراوح بين 2 رطل (0.91 كـغ) إلى 5 رطل (2.3 كـغ) يتم نقعها عادة في الماء لمدة 3 إلى 4 ساعات قبل التغذية لجعلها أكثر قبولا، ولتقليل مخاطر الاختناق وغيرها من المشاكل. وعادة ما يتم نقعها بنسبة واحد رطل من باقية السكر إلى جزءين من الماء. وغالبًا ما يتم إعطاء باقية السكر بالإضافة إلى القش، ولكن في بعض الأحيان تكون بديلًا للقش عند إطعامها للخيول كبيرة السن التي لم تعد قادرة على المضغ بشكل صحيح. وهي تتوفر بكل من الشكل المجروش، والحبيبات. ويجب تنقيع الحبيبات لفترة أطول بكثير من المجروشة.
تم تصميم بعض الأعلاف المعبأة على شكل حبيبات لتكون علفًا "كاملًا" يحتوي على كل من التبن والحبوب، مما يلبي جميع الاحتياجات الغذائية للحصان. ومع ذلك، حتى هذه الحصص يجب أن تحتوي على بعض القش أو الرعي، بحد أدنى نصف رطل من العلف لكل 100 رطل (45 كـغ) من وزن الحصان، وذلك للحفاظ على عمل الجهاز الهضمي بشكل صحيح ولتلبية رغبة الحصان في الرعي.
عندما ترعى الخيول في ظل الظروف الطبيعية، فإنها قد تقضي ما يصل إلى 18 ساعة يوميًا في الرعي. ومع ذلك، في المراعي المروية الحديثة، قد يتم تلبية احتياجاتهم الغذائية من العلف في أقل من ثلاث ساعات يوميًا، وذلك حسب جودة العشب المتاح.
أظهرت الدراسات الحديثة مستويات مختلفة من الكربوهيدرات غير الهيكلية (NSC)، مثل الفركتان في الأعلاف. يسبب المستوى المرتفع جدًا لـلكربوهيدرات غير الهيكيلية صعوبات للحيوانات المعرضة لالتهاب القدمين أو اضطراب تخزين عديد السكر في الخيول (EPSM). لا يمكن تحديد مستوى الكربوهيدرات غير الهيكلية من خلال النظر إلى العلف، ولكن يمكن اختبار أعشاب القش والمراعي لمعرفة مستويات الكربوهيدرات غير الهيكلية.

### مركزات التغذية
يوصى بتقديم المركزات عند التغذية بكميات لا تزيد عن 1% من وزن جسم الحصان يوميًا، ويفضل تقديمها على وجبتين أو أكثر لا تزيد نسبة كل منها عن 0.5% من وزن الجسم في كل مرة. إذا كانت الحصة يجب أن تحتوي على نسبة أعلى من المركزات، مثل حصان السباق ، فيجب استخدام الحبوب كبيرة الحجم مثل الشوفان قدر الإمكان؛ حيث تساعد الكتلة الفارغة من الطعام في منع حدوث مغص الانحشار (سد قولوني). ترتبط القرحة الهضمية بتركيزات عالية جدًا من الحبوب في النظام الغذائي، وخاصةً في خيول السباق الحديثة، حيث تظهر بعض الدراسات أن مثل هذه القرحة تؤثر على ما يصل إلى 90٪ من جميع خيول السباق.
بشكل عام نسبة الطعام التي يجب أن تكون من الحبوب أو غيرها من الأعلاف المركزة هي 0-10% من الحبوب للخيول الناضجة الخاملة؛ ما بين 20-70% للخيول العاملة وحسب العمر، وكثافة النشاط، ومتطلبات الطاقة. لا يجب إطعام المركزات للخيول خلال ساعة واحدة قبل أو بعد التمرين الثقيل، ويجب ضبط المركزات وفقًا لمستوى الأداء. لا تؤدي الحبوب الزائدة وعدم كفاية التمارين الرياضية إلى مشاكل سلوكية فحسب، بل قد تؤدي أيضًا إلى مشاكل صحية خطيرة تشمل التعب العضلي المجهد للخيول، أو ما يعرف بـ "الارتباط" في الخيول المعرضة لهذه الحالة. هناك خطر آخر محتمل يتمثل في أشكال مختلفة من مغص الحصان. ومن المخاوف غير الشائعة نسبيًا، ولكنها قاتلة في العادة، التهاب القولون X ، والذي قد ينجم عن زيادة البروتين ونقص العلف في النظام الغذائي الذي يسمح بتكاثر الكائنات الحية المطثية، ويتفاقم بسبب الإجهاد.

### الوصول إلى المياه
تتطلب الخيول عادةً الوصول الحر إلى جميع المياه العذبة والنظيفة التي تريدها، ولتجنب الجفاف لا ينبغي إبعادها عن الماء لمدة تزيد عن أربع ساعات في أي وقت  ومع ذلك، قد يلزم تحديد كمية المياه مؤقتًا عندما يكون الحصان ساخنًا جدًا بعد تمرين شاق. وطالما استمر الحصان الساخن في العمل، يمكنه أن يشرب حتى شبعه على فترات دورية، بشرط استخدام العقل وعدم إجبار الحصان الساخن على الشرب من مصادر المياه شديدة البرودة. ولكن عندما ينتهي التمرين، يحتاج الحصان إلى التبريد والمشي لمدة 30-90 دقيقة قبل أن يُسمح له بالحصول على كل الماء الذي يريده في وقت واحد. ومع ذلك، يعد الجفاف أيضًا مصدر قلق، لذلك يجب توفير بعض الماء أثناء عملية التبريد. يستعيد الحصان الساخن ترطيبه بشكل صحيح أثناء تبريده إذا تم تقديم بضع جرعات من الماء كل ثلاث إلى خمس دقائق أثناء المشي. وفي بعض الأحيان لا تبدأ آلية العطش فورًا بعد التمرين المكثف، وهذا سبب آخر لتقديم عبوات دورية من الماء طوال فترة التبريد.
حتى الحصان الذي يعاني من الجفاف بشكل طفيف يكون أكثر عرضة للإصابة بالمغص الانحشاري. بالإضافة إلى ذلك، يمكن أن يؤدي الجفاف إلى فقدان الوزن لأن الحصان لا يستطيع إنتاج كميات كافية من اللعاب، مما يقلل من كمية الطعام والأعلاف الجافة المستهلكة. وبالتالي، من المهم بشكل خاص لأصحاب الخيول تشجيع خيولهم على الشرب عندما يكون هناك خطر الجفاف؛ عندما تفقد الخيول قدرًا كبيرًا من الماء في الطقس الحار بسبب العمل الشاق، أو في الطقس البارد بسبب ميل الخيول الطبيعي إلى شرب كميات أقل عندما تكون في بيئة باردة. لتشجيع الشرب يمكن للمالكين إضافة الشوارد إلى العلف، أو إضافات لجعل الماء مستساغًا بشكل خاص (مثل عصير التفاح)، أو عندما يكون باردًا يسخنون الماء بحيث لا يكون في درجة حرارة قريبة من التجمد.

### قضايا التغذية الخاصة للمهور

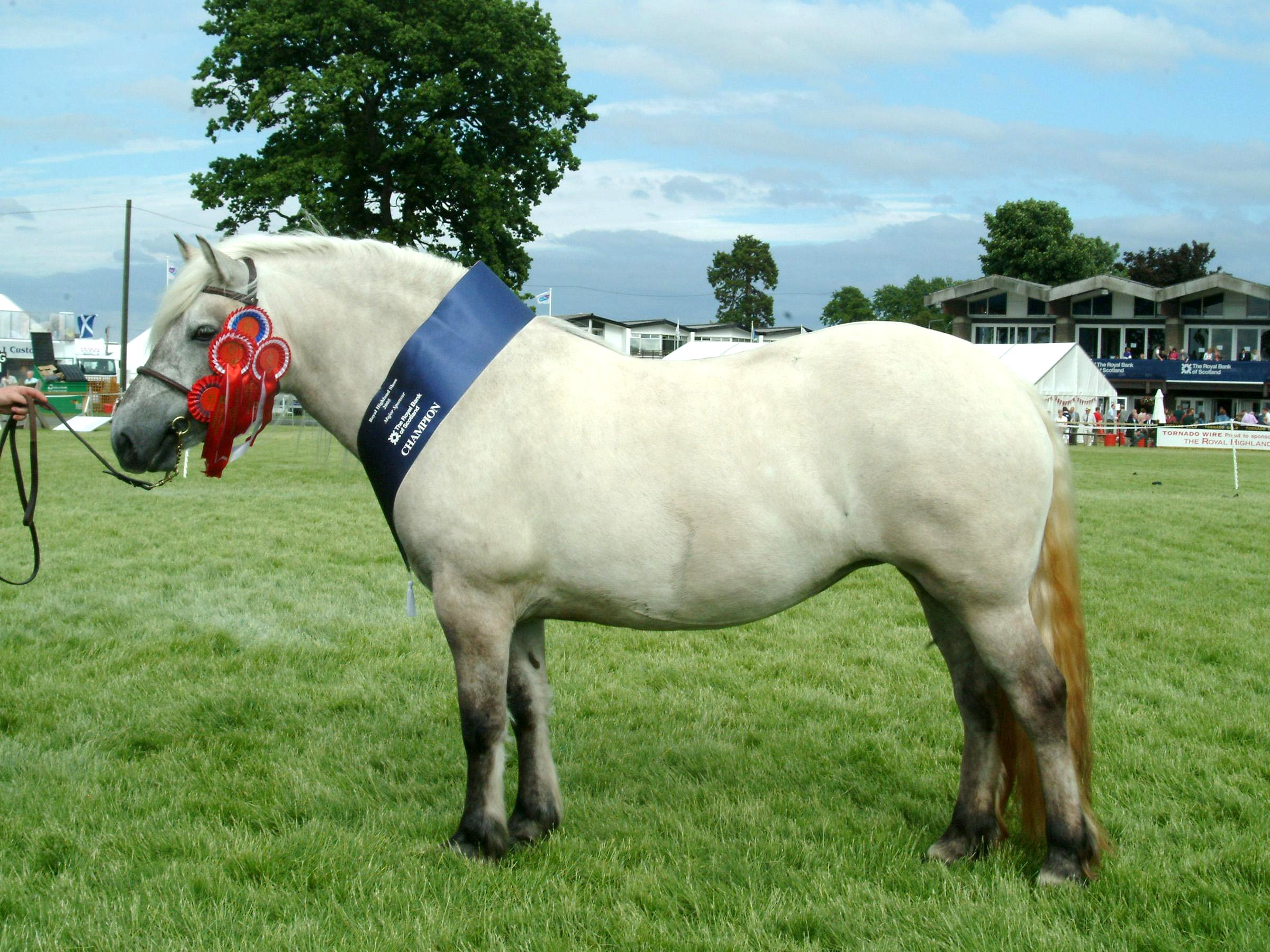
تحتاج المهور إلى تغذية أقل من الخيول كبيرة الحجم.

عادة ما تكون المهور والخيول الصغيرة سهلة في الرعاية وتحتاج إلى تغذية أقل من الخيول كبيرة الحجم. وهذا ليس فقط لأنها أصغر حجمًا، ولكن أيضًا لأنها تطورت في ظل ظروف معيشية أقسى من الخيول الكبيرة، مما جعلها تستخدم العلف بكفاءة أكبر. يمكن أن تصاب المهور بالسمنة بسهولة بسبب الإفراط في التغذية وتكون معرضة لخطر كبير للإصابة بالمغص، وخاصة التهاب الحليمي. العشب الطازج يشكل خطرا خاصا على المهور؛حيث يمكن أن يصابوا بالالتهاب الحليمي في أقل من ساعة واحدة من الرعي في المراعي الخضراء.
تعتبر التغذية غير الصحيحة أيضًا مصدر قلق بقدر الإفراط في التغذية البسيطة. تحتاج المهور والخيول الصغيرة إلى نظام غذائي منخفض نسبيًا في السكريات والنشويات والسعرات الحرارية، ولكنه يحتوي على نسبة أعلى من الألياف. تحتاج الخيول الصغيرة على وجه الخصوص إلى سعرات حرارية أقل من الخيول العادية، وتكون أكثر عرضة لفرط شحميات الدم (الدهون الزائدة) من الخيول العادية، كما أنها أكثر عرضة للإصابة بمتلازمة الاضطراب الأيضي للخيول.
من المهم تتبع وزن المهر بعناية باستخدام شريط الوزن. يمكن تقديم الأعلاف بناءً على الوزن، بمعدل يبلغ حوالي 1 رطل (0.45 كـغ) من الأعلاف لكل 100 رطل (45 كـغ). العلف إلى جانب الماء وكتلة الملح والمعادن، هو كل ما تحتاجه معظم المهور. إذا كان المهر يحتاج إلى مركزات، يوصى بنسبة لا تزيد عن 30% من المركزات إلى 70% من العلف. قد لا تتوفر التركيبات المصممة للخيول مع إضافة الفيتامينات والمعادن الغذائية الكافية عند الحجم الصغير الذي يحتاجه المهر. لذلك إذا كان المهر يحتاج إلى مركزات، فيجب استخدام الأعلاف والمكملات الغذائية المصممة خصيصًا للمهور. في المملكة المتحدة يُطلق على الكريات المبثوقة المصممة للمهور أحيانًا اسم "بذور المهر".

### قضايا التغذية الخاصة للبغال والحمير

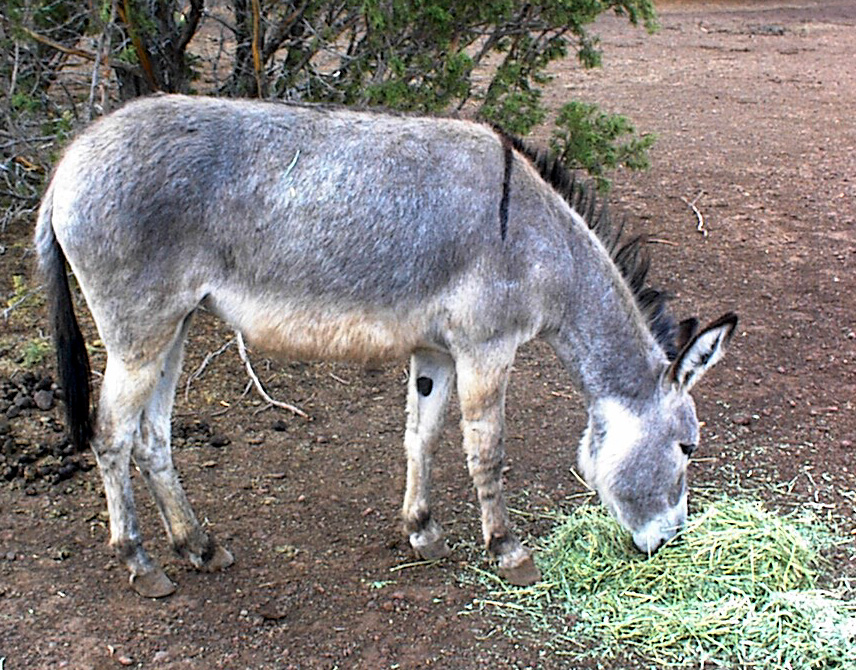
تحتاج الحمير والبغال إلى علف أقل تركيزًا من الخيول.

مثل المهور، تعتبر البغال والحمير أيضًا شديدة التحمل وتحتاج عمومًا إلى علف أقل تركيزًا من الخيول. تحتاج البغال إلى بروتين أقل من الخيول وتفعل بشكل أفضل على قش العشب مع مكملات الفيتامينات والمعادن. إذا تم تغذية البغال بالمركزات، فإنها تحتاج فقط إلى حوالي نصف ما يحتاجه الحصان. مثل الخيول، تحتاج البغال إلى مياه عذبة ونظيفة، ولكنها أقل عرضة للإفراط في الشرب عندما تكون ساخنة.
تحتاج الحمير والبغال إلى كمية أقل من البروتين وألياف أكثر من الخيول. على الرغم من أن الجهاز الهضمي للحمار لا يوجد به اختلافات ملحوظة في البنية عن تلك الموجودة في الحصان، إلا أن الحمير أكثر كفاءة في هضم الطعام وتزدهر على علف أقل من المهر ذي الحجم المماثل يحتاجون فقط إلى تناول 1.5٪ من وزن الجسم يوميًا من المادة الجافة. ليس من المفهوم تمامًا سبب كفاءة الحمير في عملية الهضم، ولكن يُعتقد أنها قد تحتوي على مجموعة ميكروبية مختلفة في الأمعاء الغليظة مقارنة بالخيول، أو ربما لديها وقت احتفاظ أمعائي متزايد.
تعمل الحمير بشكل أفضل عندما يُسمح لها باستهلاك كميات صغيرة من الطعام لفترات طويلة، كما هو طبيعي بالنسبة لها في المناخ الجاف. يمكنهم تلبية احتياجاتهم الغذائية من خلال الرعي لمدة 6 إلى 7 ساعات يوميًا في مراعي الأراضي الجافة التي لا تتعرض للجفاف. إذا عملوا لساعات طويلة أو لم يتمكنوا من الوصول إلى المراعي، فإنهم يحتاجون إلى التبن أو علف مجفف مشابه، مع نسبة لا تزيد عن 1:4 من البقوليات إلى العشب. كما أنهم يحتاجون إلى مكملات الملح والمعادن، والحصول على المياه العذبة النظيفة. مثل المهور والبغال في المناخ الخصب تكون الحمير عرضة للسمنة ومعرضة لخطر التهاب الصفيحة.

### معاملة
يحب الكثيرون على تقديم مكافآت خاصة للخيول كإطعامهم أطعمة خاصة مثل الجزر، أو مكعبات السكر، أو حلوى النعناع، أو "بسكويت" الخيول المصنعة خصيصًا. لا تحتاج الخيول إلى مكافآت، ونظرًا لخطر المغص أو الاختناق، لا يسمح العديد من أصحاب الخيول بإعطاء خيولهم مكافآت. هناك أيضًا مشكلات سلوكية قد تتطور لدى بعض الخيول إذا تم إعطاؤها الكثير من الأطعمة، وخاصة الميل إلى العض إذا تم إطعامها يدويًا، ولهذا السبب لا يشجع العديد من مدربي الخيول ومدربي ركوب الخيل هذه الممارسة.
ومع ذلك، إذا سمح بالمكافآت، فإن الجزر وكريات القش المضغوطة شائعة ومغذية وغير ضارة بشكل عام. التفاح مقبول أيضًا، على الرغم من أنه من الأفضل أن يتم تقطيعه إلى شرائح أولاً. وغالبًا ما يتم تصنيع "بسكويت" الحصان خصيصًا من الحبوب العادية وبعض دبس السكر المضاف. بشكل عام لن تسبب مشاكل غذائية عند تناولها بكميات صغيرة. ومع ذلك، فإن العديد من أنواع الأطعمة البشرية قد تكون خطرة على الحصان ويجب عدم إطعامها. ويشمل ذلك منتجات الخبز ومنتجات اللحوم والحلوى والمشروبات الغازية أو الكحولية.
لقد كان شائعًا إعطاء الخيول هريسًا أسبوعيًا من نخالة القمح الممزوج بالماء الدافئ ومكونات أخرى. ولا يزال يتم ذلك بانتظام في بعض الأماكن. في حين أن الوجبة الدافئة والطرية هي علاج تستمتع به العديد من الخيول، وكانت تعتبر مفيدة في السابق لتأثيرها الملين، إلا أنها ليست ضرورية من الناحية التغذوية. قد يستفيد الحصان المسن ذو الأسنان الضعيفة من الطعام المخفف في الماء، وقد يساعد الهريس في توفير ترطيب إضافي، وقد تكون الوجبة الدافئة مريحة في الطقس البارد، ولكن الخيول تحتوي على ألياف أكثر بكثير في نظامها الغذائي العادي مقارنة بالبشر، وبالتالي أي حصان المساعدة من النخالة غير ضرورية. هناك أيضًا خطر من أن الكثير من نخالة القمح قد توفر كمية زائدة من الفوسفور، مما يؤدي إلى عدم توازن النظام الغذائي، كما أن التغذية بمحتويات غير عادية يتم تناولها مرة واحدة فقط في الأسبوع يمكن أن تؤدي إلى نوبة المغص.

## تخزين الأغذية

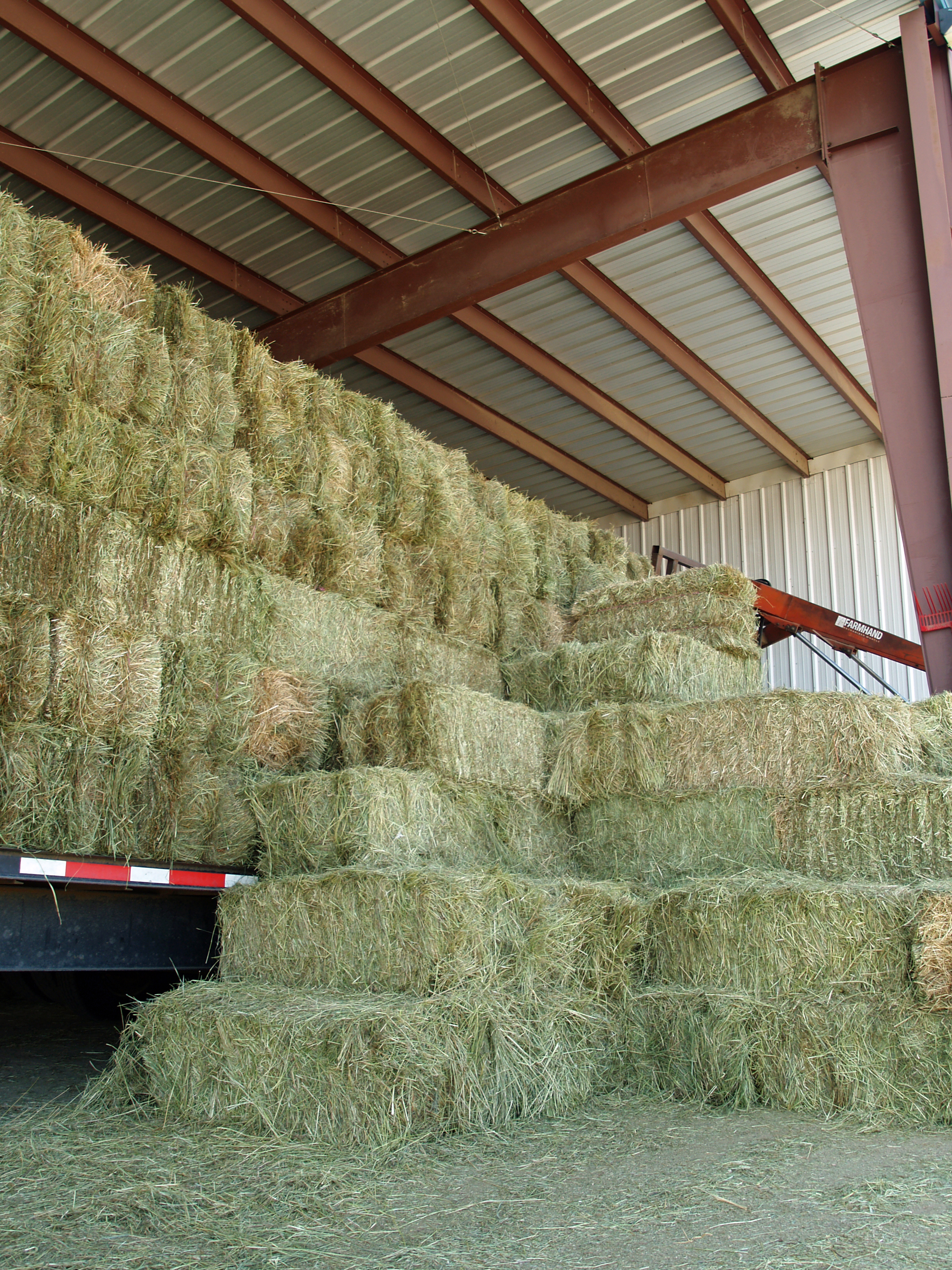
يتم تخزين التبن في مستودع لإبقائه جافًا.

يجب أن تبقى جميع الأعلاف القشية والمركزة جافة وخالية من العفن وبراز القوارض وغيرها من أنواع التلوث التي قد تسبب المرض للخيول. يمكن للأعلاف المحفوظة بالخارج أو المتعرَضة للرطوبة أن تتعفن بسرعة كبيرة. وبسبب مخاطر الحريق غالبًا ما يتم تخزين التبن تحت سقيفة مفتوحة أو تحت قماش القنب، وليس داخل حظيرة الخيول نفسها، ولكن يجب أن يتم حفظه تحت نوع من الغطاء. تشغل المركزات مساحة تخزين أقل، وتكون أقل خطورة من الحرائق، وعادة ما يتم الاحتفاظ بها في حظيرة أو سقيفة مغلقة. أيضًا يعد وجود باب آمن أو بوابة مغلقة بين الحيوانات وأي منطقة لتخزين الأعلاف أمرًا بالغ الأهمية. حيث يعد دخول الخيول عن طريق الخطأ إلى الأعلاف المخزنة وتناول الكثير من الطعام في وقت واحد طريقة شائعة ولكن يمكن الوقاية منها والتي تؤدي إلى إصابة الخيول بالمغص أو التهاب الصفيحة.
عمومًا ليس من الآمن إعطاء علف للحصان ملوثًا ببقايا حيوان ميت. وهذا يعد مصدر محتمل للتسمم الغذائي وهي حالة شائعة. على سبيل المثال، يمكن أن تدخل الفئران والطيور إلى الحبوب المخزنة وتعلق هناك. وفي بعض الأحيان قد تحتوي حزم القش عن غير قصد على ثعابين أو فئران أو حيوانات صغيرة أخرى تم اصطيادها في آلات التبنير أثناء عملية الحصاد.

## سلوك التغذية
يمكن أن تصبح الخيول قلقة أو متعبة إذا كانت هناك فترات طويلة بين الوجبات. كما أنهم يقومون بعمل أفضل عندما يتم إطعامهم وفقًا لجدول منتظم؛ إنهم مخلوقات معتادة وينزعجون بسهولة من التغييرات في الروتين. عندما تكون الخيول في قطيع يكون سلوكها هرميًا؛ الحيوانات الأعلى مرتبة في القطيع تأكل وتشرب أولاً. وقد لا تحصل الحيوانات ذات المكانة المنخفضة (التي تأكل أخيرًا) على ما يكفي من الطعام. وإذا كان هناك القليل من العلف المتاح، فقد تمنع الخيول ذات التصنيف الأعلى الخيول ذات التصنيف الأدنى من تناول الطعام على الإطلاق. لذلك ما لم يكن القطيع في مرعى يلبي الاحتياجات الغذائية لجميع الأفراد، فمن المهم إما إطعام الخيول بشكل منفصل، أو توزيع العلف في مناطق منفصلة للتأكد من حصول جميع الحيوانات على كميات متساوية تقريبًا من الطعام لتناولها. في بعض الحالات التي تُحفظ فيها الخيول معًا، قد يتم وضعها في قطعان منفصلة، اعتمادًا على الاحتياجات الغذائية؛ يتم فصل الخيول ذات الوزن الزائد عن الخيول النحيلة بحيث يمكن تعديل حصصها وفقًا لذلك. قد تأكل الخيول أيضًا بطرق غير مرغوب فيها، مثل ابتلاعها العلف أو تناول الطعام بسرعة كبيرة. وهذا يمكن أن يؤدي إلى الاختناق أو المغص في بعض الظروف.

## قضايا الأسنان
تستمر أسنان الخيول في النمو طوال حياتها، وتتآكل أثناء تناول الطعام، ويمكن أن تظهر أنماطًا غير متساوية في التآكل تعيق عملية العض. لهذا السبب، تحتاج الخيول إلى فحص أسنانها مرة واحدة على الأقل سنويًا، ويجب إيلاء رعاية خاصة لاحتياجات أسنان الخيول الأكبر سنًا. تسمى عملية طحن أنماط التآكل غير المتساوية على أسنان الحصان لتصحيحها "بالتسوية"، ويمكن إجراؤها بواسطة طبيب بيطري أو متخصص في طب أسنان الخيول.

## أمراض مرتبطة بالتغذية غير السليمة
يمكن أن يكون المغص والاختناق والتهاب الصفيحة أمراض مهددة للحياة عندما يتأثر الحصان بشدة، وتكون الرعاية البيطرية ضرورية لعلاج هذه الحالات بشكل صحيح. هناك حالات أخرى رغم أنها لا تهدد الحياة، إلا أنها قد يكون لها آثار خطيرة على صحة الحصان وسلامته على المدى الطويل.

### مغص
مغص الخيل في حد ذاته ليس مرضا، بل هو وصف للأعراض المرتبطة بألم البطن. يمكن أن يحدث بسبب عدد من الاضطرابات الهضمية، من الانتفاخ الخفيف بسبب الغازات المعوية الزائدة إلى الانحشار الذي يهدد الحياة. غالبًا ما يحدث المغص بسبب تغيير في النظام الغذائي، إما تغيير مخطط له يحدث بسرعة كبيرة، أو تغيير عرضي، مثل خروج الحصان من حظيرته أو حقله وتناول نباتات غير مألوفة. لكن للمغص العديد من المسببات المحتملة الأخرى، بما في ذلك عدم كفاية الماء، وجدول التغذية غير المنتظم، والإجهاد، والمرض. نظرًا لأن الحصان لا يستطيع القيء ولديه قدرة محدودة على إزالة السموم من المواد الضارة، فإن أي شيء يزعج الحصان يجب أن ينتقل عبر الجهاز الهضمي ليتم طرده.

### خنق
الاختناق ليس شائعًا مثل المغص، ولكنه مع ذلك يعتبر حالة طارئة بيطرية. السبب الأكثر شيوعًا للاختناق هو عدم مضغ الخيول طعامها جيدًا، عادةً بسبب تناول طعامها بسرعة كبيرة، خاصة إذا لم يكن لديها ما يكفي من الماء، ولكن أيضًا في بعض الأحيان بسبب مشاكل الأسنان التي تجعل المضغ مؤلمًا. يكون من الصعب جدًا على الحصان أن يطرد أي شيء من المريء، وغالبًا ما يتطلب الأمر علاجًا فوريًا. على عكس الاختناق عند البشر، فإن الاختناق عند الخيول لا يقطع التنفس ولا يتأثر تنفسه بالاختناق.

### التهاب الصفيحة
الخيول أيضًا عرضة للإصابة بالتهاب الصفيحة، وهو مرض يصيب صفيحة الحافر. وهناك العديد من الأسباب لالتهاب الصفيحة، ولكن السبب الأكثر شيوعًا يرتبط بالسكر والنشا الزائد الناتج عن الإفراط في تناول أنواع معينة من الطعام، وخاصةً تناول الكثير من عشب المراعي الذي يحتوي على نسبة عالية من الفركتان في أوائل الربيع وأواخر الخريف، أو عن طريق استهلاك كميات زائدة من الحبوب.

### اضطرابات النمو
الخيول الصغيرة التي يتم إطعامها بشكل زائد أو يتم تغذيتها بنظام غذائي يحتوي على نسبة غير مناسبة من الكالسيوم إلى الفوسفور مع مرور الوقت قد تتطور إلى عدد من الاضطرابات بالنمو والعظام، بما في ذلك الداء العظمي الغضروفي (OCD)، وتشوهات الأطراف الزاويّة (ALD)، والعديد من الحالات التي تتسارع تحت مظلة أمراض العظام التنموية (DOD). إذا لم يتم علاجها بشكل صحيح، يمكن أن يكون الضرر دائمًا. ومع ذلك، يمكن علاجها إذا تم اكتشافها في الوقت المناسب، مع توفير الرعاية البيطرية المناسبة، وتصحيح أي ممارسات غير صحيحة في التغذية. الخيول الصغيرة التي تتغذى لتحقيق النمو السريع من أجل عرضها أو بيعها كخيول تبلغ من العمر سنة واحدة، تكون معرضة لخطر كبير بشكل خاص. أما الخيول البالغة التي تتبع نظامًا غذائيًا غير مناسب قد تصاب أيضًا بمجموعة من المشاكل الأيضية.

### ربو
يعد القش المتعفن أو المغبر الذي يتم إطعامه للخيول هو السبب الأكثر شيوعًا لانسداد مجرى الهواء المتكرر، المعروف أيضًا باسم مرض الانسداد الرئوي المزمن أو "الصفير". وهذه حالة مزمنة تصيب الخيول وتتضمن التهاب الشعب الهوائية التحسسي الذي يتميز بالصفير، والسعال، وصعوبة التنفس.

### ارتباط عضلي فرساني ناتج عن التمرين
التمرين الحاد يتسبب في تكسير العضلات، وهو حالة تعرف بـ "ارتباط عضلي فرساني ناتج عن التمرين"، والمعروفة أيضًا باسم "ربط العضلات". في الخيول المعرضة لهذه الحالة عادة ما تكون مصابة بتحور جيني، وتظهر الأعراض غالبًا بعد يوم من الراحة يليه يوم عمل. تحدث هذه الحالة أحيانًا عندما يتم تغيير نظام الغذاء بشكل مفاجئ. يمكن الحد من مخاطر الإصابة بتلك الحالة من خلال إدارة النظام الغذائي بعناية.